# Opper-Yafa
Opper-Yafa (Arabisch: يافع العليا / Yāfi‘ al-‘Ulyā), officieel de Staat Opper-Yafa (Arabisch: دولة يافع العليا / Daulat Yāfiʿ al-ʿUlyā), was een sultanaat op het Arabisch Schiereiland in het huidige Jemen. Het sultanaat, dat rond 1800 werd opgericht, stond onder leiding van de Harharah-dynastie. Aan het eind van de 19e eeuw kwam het huidige Jemen steeds meer onder Britse invloed te staan en sloten de Britten protectieverdragen met de lokale heersers (het protectoraat Aden). Zo ook met Opper-Yafa, dat op 21 oktober 1903 een Brits protectoraat werd. In tegenstelling tot de omliggende staten, ging Opper-Yafa niet op in de door de Britten gesponsorde Zuid-Arabische Federatie, maar werd het sultanaat een exclave van het protectoraat Zuid-Arabië. Bij de stichting van de onafhankelijke Democratische Volksrepubliek Jemen (Zuid-Jemen) ging Opper-Yafa hierin op en werd het sultanaat afgeschaft.
Opper-Yafa omvatte vijf sjeikdommen: Al-Busi, Al-Dhubi, Al-Hadrami, Al-Muflihi en Al-Mausata.
Ondanks dat het land geen functionerende postdienst had, zijn er in 1967 wel postzegels uitgegeven.

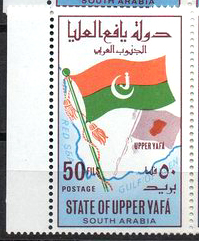